# Jostin Alarcón
Jostin Alarcón (Lima, Perú, 12 de junio de 2002) es un futbolista profesional peruano. Juega como extremo y su equipo actual es el Sport Boys de la Primera División de Perú. Es internacional absoluto con la Selección Peruana de fútbol desde 2023.

## Selección nacional
Fue parte de la convocatoria para la selección Sub-23, donde jugó un amistoso ante Chile. El 15 de noviembre de 2022 la FPF informó la convocatoria para enfrentar los partidos amistosos frente a Paraguay y Bolivia en el mes de noviembre de 2022.

## Estadísticas

### Clubes
| Club                    | Div.          | Temporada     | Liga  | Liga  | Liga   | Copas   | Copas   | Copas   | Internacional | Internacional | Internacional | Total | Total | Total  |
| Club                    | Div.          | Temporada     | Part. | Goles | Asist. | Part.   | Goles   | Asist.  | Part.         | Goles         | Asist.        | Part. | Goles | Asist. |
| ----------------------- | ------------- | ------------- | ----- | ----- | ------ | ------- | ------- | ------- | ------------- | ------------- | ------------- | ----- | ----- | ------ |
| Sport Boys · Perú       | 1.ª           | 2021          | 25    | 2     | 4      | 3       | 0       | 0       | No hubo       | No hubo       | No hubo       | 28    | 2     | 4      |
| Sport Boys · Perú       | 1.ª           | 2022          | 31    | 5     | 6      | No hubo | No hubo | No hubo | 2             | 0             | 0             | 33    | 5     | 6      |
| Sport Boys · Perú       | Total club    | Total club    | 56    | 7     | 10     | 3       | 0       | 0       | 2             | 0             | 0             | 61    | 7     | 10     |
| Sporting Cristal · Perú | 1.ª           | 2023          | 28    | 1     | 4      | No hubo | No hubo | No hubo | 9             | 0             | 1             | 37    | 1     | 5      |
| Sporting Cristal · Perú | 1.ª           | 2024          | 29    | 4     | 2      | No hubo | No hubo | No hubo | 1             | 0             | 0             | 30    | 4     | 2      |
| Sporting Cristal · Perú | 1.ª           | 2025          | 0     | 0     | 0      | 0       | 0       | 0       | 0             | 0             | 0             | 0     | 0     | 0      |
| Sporting Cristal · Perú | Total club    | Total club    | 57    | 5     | 6      | 0       | 0       | 0       | 10            | 0             | 1             | 67    | 5     | 7      |
| Total carrera           | Total carrera | Total carrera | 113   | 12    | 16     | 3       | 0       | 0       | 12            | 0             | 1             | 128   | 12    | 17     |